# Fabryka Kart Trefl-Kraków
Fabryka Kart Trefl-Kraków – polski producent kart do gry, gier planszowych i gier na zlecenie, działający od 1947 roku. 

## Historia
Firma istnieje od 1947 roku, początkowo pod nazwą Krakowska Fabryka Kart, później – Krakowskie Zakłady Wyrobów Papierowych, a od 2014 roku – Fabryka Kart Trefl-Kraków. Początkowo siedziba i fabryka zlokalizowane były w Krakowie. W 2014 roku otworzono nową fabrykę wraz z kompleksem biurowym w Podłężu/ koło Niepołomic, o powierzchni 6650 m². Obecnie firma przygotowuje się do budowy kolejnej, ekologicznej hali fabrycznej wraz z powierzchnią magazynową oraz zapleczem biurowo-administracyjnym, która ma być oddana do użytku w 2020 r.

## Działalność
Fabryka Kart Trefl-Kraków ściśle współpracowała z krakowską Akademią Sztuk Pięknych. Autorami wzorów kart byli m.in.: Franciszek Bunsch, Krystyna Bunsch-Gruchalska, Anna Gaber, Maria Orłowska-Gabryś i prof. ASP Jan Szancenbach, Andrzej Mleczko.
Fabryka Kart Trefl-Kraków jest najstarszym polskim wydawcą i producentem kart do gry dla dorosłych i dla dzieci oraz gier planszowych. W ramach firmy działa także marka usługowa Fabryka Kart, która świadczy usługi poligraficzne dla wydawców, prywatnych autorów, instytucji kulturalno-oświatowych oraz firm reklamowych. Firma drukuje i dostarcza gotowe produkty do kilkudziesięciu krajów na terenie Europy. Posiadane certyfikaty to: ISO, SMETA, HACCP, ekologiczny certyfikat FSC. Firma jest członkiem Polskiego Stowarzyszenia Branży Zabawek i Artykułów Dziecięcych. Spełnia europejską normę EN-71 dla produkcji gier i zabawek. Fabryka Kart Trefl-Kraków jest również wydawcą gier dla dzieci z serii Zu&Berry oraz Muduko.

## Nagrody
- Diamenty Forbesa 2019
- Małopolska Nagroda Gospodarcza 2018, nominacja do Krajowej Nagrody Gospodarczej 2018
- Gazele Biznesu 2018 (oraz w poprzednich latach)